# Déficit hídrico

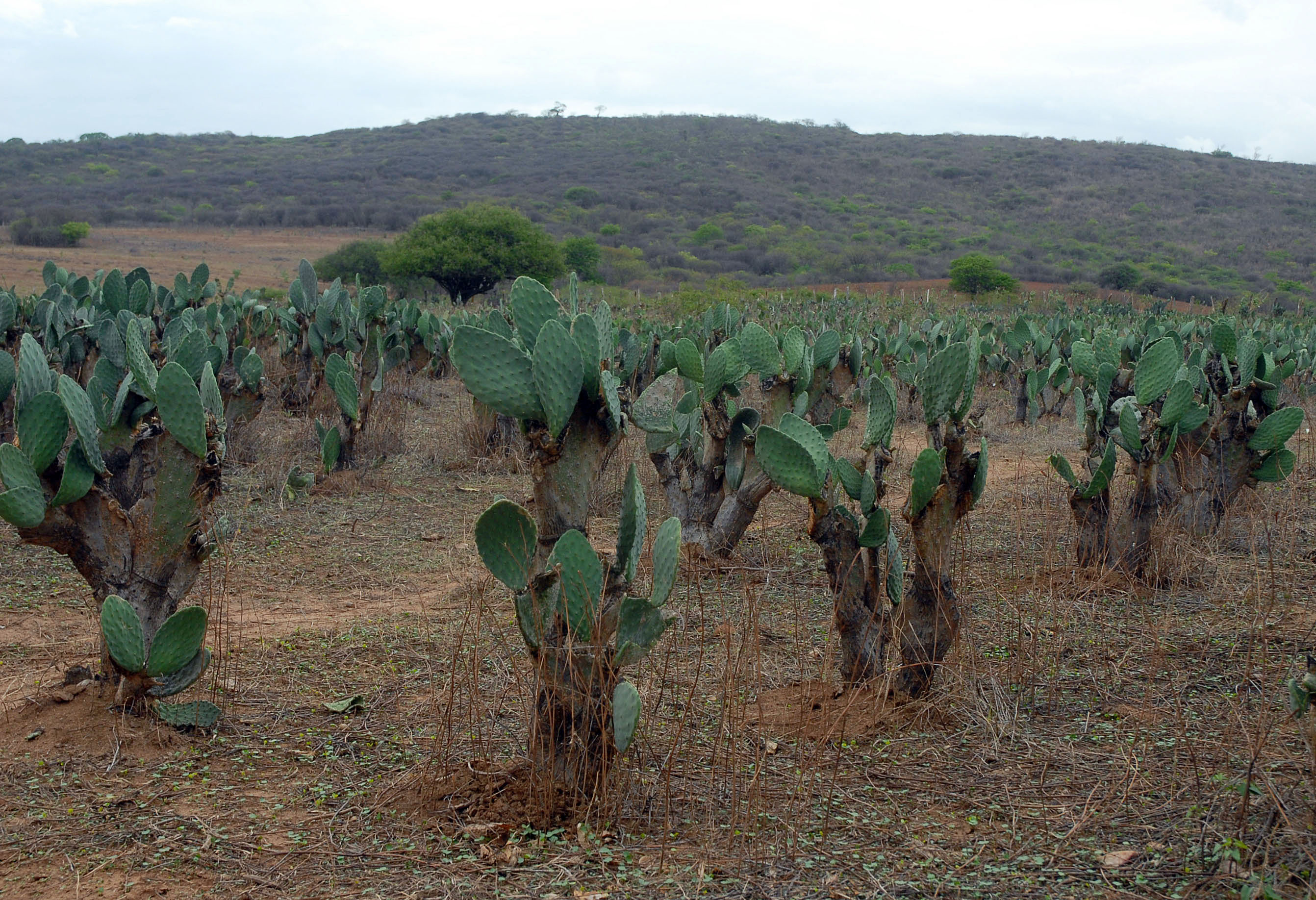
Cultivo da palma (Opuntia cochenillifera) durante um período de déficit hídrico.

Déficit hídrico designa uma ocorrência na qual as precipitações exibem valores inferiores aos da evaporação e a transpiração das plantas. A insuficiência hídrica ocorre na maioria dos habitats naturais e agrícolas. Têm-se como exemplos das consequências relacionadas a esta situação: o ressecamento dos leitos dos rios, climas desfavoráveis, extinção de espécies aquáticas e/ou terrestres, perdas em lavouras de diversas culturas, entre outras.

## Descrição
Déficit hídrico é "quando o conteúdo de água de um tecido ou célula está em uma quantidade inferior ao mais alto exibido no estado de maior hidratação". Além disso, "o déficit hídrico afeta características relacionadas ao crescimento das plantas incluindo a anatomia,morfologia, fisiologia e bioquímica". É evidente que a sensibilidade do desenvolvimento das folhas em relação ao déficit hídrico altera-se durante as mudanças das estações do ano. No entanto, há uma limitação de expansão na área foliar que pode ser considerada uma primeira reação das plantas a esse déficit.
Quando uma cultura está sob ótimas condições de suprimento hídrico, as plantas dessa cultura tendem a ser menos resistentes a deficiência de água, pois os mecanismos morfofisiológicos são bastante afetados. Nesta situação de déficit, a planta precisaria adaptar-se rapidamente. As plantas têm capacidade de habituar-se ao déficit hídrico desde o nascimento até o amadurecimento. Entretanto, se o déficit ocorrer gradualmente e/ou no início do ciclo de produção, as plantas têm maior facilidade de se adaptar. A tolerância da planta a deficiência de água parece ser um importante mecanismo de resistência para manter o processo produtivo em condições de baixa disponibilidade de água às plantas. Os fatores mais importantes à limitação da produção agrícola mundial são a frequência e a intensidade do déficit hídrico.

## Relação entre o déficit hídrico e o desenvolvimento das plantas
A relação entre o déficit hídrico e o desenvolvimento das plantas é inversamente proporcional. Ou seja, quanto maior o grau do déficit hídrico, menor pode ser o crescimento e desenvolvimento das plantas. Como indica-se que o déficit hídrico é uma situação comum à produção de muitas culturas, podendo apresentar um impacto negativo substancial no crescimento e desenvolvimento das plantas.
Os solos com textura mais fina, ou seja, os solos argilosos, armazenam uma maior quantidade de água do que os solos de textura arenosa, devido à maior área superficial e aos poros menores entre partículas. As plantas têm maiores dificuldades em absorver água a medida em que o solo seca porque há um aumento na força de retenção e uma diminuição de água na disponibilidade de água no solo às plantas. O conteúdo de água reduzido no solo causa expressiva variação no desenvolvimento e na distribuição radicular podendo assim alterar a quantidade e a disponibilidade de água disponível para as plantas. Dessa maneira, nem toda água que o solo armazena é disponível às plantas.
A deficiência hídrica provoca alterações no comportamento vegetal cuja irreversibilidade vai depender do genótipo, da duração, da severidade e do estádio de desenvolvimento da planta. O suprimento hídrico para uma cultura é resultado de ligações que se estabelecem ao longo do sistema solo-planta-atmosfera. Os efeitos entre esses três componentes básicos tornam o sistema proativo e estreitamente interligados, de tal forma que a combinação hídrica da cultura irá depender da combinação desses segmentos.

## Efeitos do déficit hídrico nos processos morfofisiológicos das plantas
Alguns processos morfofisiológicos são afetados fortemente com a diminuição do conteúdo de água no solo .Assim como na maior parte dos outros organismos ,a
água caracteriza a mais elevada extensão de volume celular nas plantas e é o meio mais limitante, 97% da água adquirida pelas plantas é liberada para a atmosfera ,2% utilizados para extensão celular e 1% para metabolização prevalente a fotossíntese.
A resposta mais ressaltante das plantas ao déficit hídrico reside no decréscimo da produção da área foliar, da aceleração da senescência, do fechamento do dos estômatos e da abscisão das folhas. As plantas quando são expostas a situações de déficit hídrico demonstram respostas fisiológicos, que resultam, de forma indireta, no mantimento da água no solo, como se estivessem economizando para períodos futuros.
A água, além de ser de extrema importância para o desenvolvimento das células, é um componente necessário para a manutenção da turgescência.
A importância da manutenção do turgor nas células é possibilitar o prosseguimento dos processos de crescimento vegetal, expansão, divisão celular e fotossíntese; outro motivo é a capacidade de tardar a desidratação dos tecidos, permitindo essas reservas serem usadas em períodos posteriores do ciclo.

## Evapotranspiração
A evapotranspiração é o procedimento de transferência de vapor de água para a atmosfera através da evaporação de solos úmidos e também pela transpiração das plantas .Portanto a evapotranspiração é resultante do processo simultâneo de evaporação e transpiração,onde a água da superfície terrestre vai para a atmosfera no estado gasoso.
Esse processo de evapotranspiração ocorre todo dia, a intensidade desse processo depende da demanda atmosfera e da disponibilidade de água no solo , tal demanda está diretamente relacionada com o aquecimento do ar .A elevação da temperatura do ar aumenta a quantidade de vapor d'água essencial para saturar o ar. Portanto, o aumento da temperatura por conseguinte aumenta a demanda evaporativa do ar e provoca em maior consumo de água pelas plantas ,consequentemente maior retirada de água do solo pelas raízes das plantas.